# Beallsville, Pennsylvania
Beallsville là một thị trấn thuộc quận Washington, tiểu bang Pennsylvania, Hoa Kỳ. Năm 2010, dân số của thị trấn này là 466 người.